# Hàn Du (diễn viên)
Hàn Du (tiếng Anh: Angel Han, tiếng Trung: 韓瑜, sinh ngày 9 tháng 12 năm 1979) là một nữ diễn viên và nhân vật giải trí người Đài Loan, sinh ra ở Vĩnh Hòa, quận Đài Bắc. Cô đã thủ vai nữ chính trong nhiều bộ phim truyền hình của Đài Loan và là nữ diễn viên hàng đầu của đài Sanlih E-Television, được mệnh danh là "Nữ thần truyền hình địa phương". Trước khi đóng phim, cô làm y tá khoa sản và phụ khoa tại Bệnh viện Canh Tân, rồi được nhà sản xuất Châu Du phát hiện và đưa vào ngành công nghiệp giải trí. Cô từng giành vị trí số một trong cuộc xếp hạng nữ thần phim truyền hình Đài Loan năm 2021.

## Sự nghiệp diễn xuất
Năm 2001, Hàn Du thủ vai nữ chính Thẩm Vũ Đường trong bộ phim truyền hình cổ trang tiếng Quan thoại đầu tiên của Đài Loan là Tài tử giai nhân Càn Long hoàng. Sau đó, cô chuyển sang đóng bộ phim Phi long tại thiên của đài FTV và thu hút sự chú ý của khán giả với vai Kim Lan Hoa.
Năm 2003, cô đóng cùng các bạn diễn Nhạc Linh, Huỳnh Duy Đức và Tống Dật Dân trong bộ phim truyền hình cổ trang Thanh Long hảo hán do Phùng Khải làm đạo diễn. Năm 2004, cùng với Vương Thức Hiền, Trương Phụng Thư và Lưu Chí Hàn, cô tham gia tác phẩm dài tập Tình đầu khó phai do đài FTV sản xuất. Tháng 3 năm 2006, tranh chấp hợp đồng giữa Hàn Du và Châu Du nổ ra, song được FTV giải quyết và hai bên chấm dứt hợp đồng vào năm 2007. Tháng 4 năm 2008, thông qua sự giới thiệu của người bạn Lưu Chí Hàn, cô gia nhập công ty mới là Tianhe Performing Arts Agency Co., Ltd.
Năm 2009, Hàn Du thủ diễn chính trong bộ phim Tấm lòng cha mẹ của đài SET Taiwan. Năm 2011, hợp đồng giữa cô và Tianhe Performing Arts Agency Co., Ltd. không được gia hạn sau khi hết hạn hợp đồng. Tháng 1 năm 2012, cô gia nhập công ty Fuxin Entertainment Co., Ltd. do Tôn Hiệp Chí điều hành và bắt đầu làm việc tại đây. Cuối năm 2013, cô tham gia dự án phim Thế gian tình của đài SET. Cũng vào năm 2013, cô thủ vai chính trong bộ phim truyền hình Cô luyến hoa của SET và là người duy nhất diễn cả hai vai Diệp Thu Liên và Bạch Ngọc Lan. Tháng 3 năm 2014, cô tham gia dự án phim Nguyệt lượng thượng đích hạnh phúc. Tháng 4 năm 2015, cô rời Fuxin Entertainment Co., Ltd. và ký hợp đồng với Yale Performing Arts Agency rồi đóng bộ phim Hương vị cuộc sống của đài SET. 
Tháng 4 năm 2016, cô diễn cùng bạn trai cũ Lý Chính Dĩnh trong bộ phim Trúc nam vãng sự của Truyền hình Đại Ái. Ngày 22 tháng 3 năm 2017, cô nhận suất diễn trong bộ phim Người một nhà. Ngày 21 tháng 12 năm 2017, Hàn Dũ tiếp tục đóng một tác phẩm nữa của đài SET là Con dâu thời nay. Ngày 6 tháng 5 năm 2020, phim Những đứa con trời ban có cô đóng chính khởi chiếu lúc 8 giờ. Ngày 28 tháng 5 năm 2020, cô tham gia buổi họp báo công bố bộ phim.

## Đời tư
Tháng 9 năm 2010, Hàn Dũ gặp gỡ và phải lòng đồng nghiệp Tôn Hiệp Chí. Họ chính thức đăng ký kết hôn vào ngày 21 tháng 11 năm 2011 và mời khách tới dự lễ cưới vào năm 2012. Tháng 10 năm 2015, cặp đôi chính thức ly hôn sau 4 năm chung sống mà không có con. Hàn Dũ viết trên trang web của mình: "Chúng tôi chia tay bởi chúng tôi có những kế hoạch và ý tưởng khác nhau cho mục tiêu tương lai của đời mình."

## Danh sách phim

### Truyền hình
| Năm  | Kênh/đài              | Tựa phim                             | Vai diễn                       | Vai trò    |
| 2001 | Hoa thị               | Tài tử giai nhân Càn Long hoàng      | Thẩm Vũ Đường                  |            |
| 2001 | Dân thị               | Phi Long tại thiên                   | Kim Lan Hoa                    |            |
| 2001 | Dân thị               | Kim Kỳ Ngọc Diệp                     | Trương Lệ Linh                 |            |
| 2001 | Dân thị               | Ba ba đích tư sinh nữ                | Lâm Ái Ngọc (Lã Ái Ngọc)       |            |
| 2002 | Dân thị               | Thế gian lộ                          | Thẩm Nhã Phương                |            |
| 2002 | Dân thị               | Phi liễu tình                        | Phương Lệ Quân                 | Khách mời  |
| 2003 | Dân thị               | Thanh Long hảo hán                   | Triệu Quần Anh                 |            |
| 2003 | Dân thị               | Gia hữu Nhật Bản thê                 | Hạ Hiểu Mai                    |            |
| 2004 | Dân thị               | Nhật chính đương trung               | Trần Tâm Huệ                   |            |
| 2004 | Dân thị               | Dục vọng nhân sinh                   | Khâu Tú Nguyệt Trịnh Uyển Linh |            |
| 2005 | Dân thị               | Tình đầu khó phai                    | Hoàng Tuyết Liên Trần San Ni   | Diễn chính |
| 2007 | Dân thị               | Yêu                                  | Oa Oa (Huỳnh Chiêu Nghi)       |            |
| 2007 | Dân thị               | Diện cụ                              | Tần Gia Linh                   |            |
| 2007 | Ương thị              | Đại Minh đế quốc chi dạ lai phong vũ | Hổ Phách                       |            |
| 2007 | Truyền hình Đại Ái    | Dương quang hạ đích túc tích         | Tân Cửu Lan                    |            |
| 2008 | SET Taiwan            | Khát vọng đỉnh cao                   | Hàn Tiểu Du                    | Khách mời  |
| 2008 | Hoa thị               | Tam minh trị tiên sinh               | Triệu Mỹ Như                   |            |
| 2009 | SET Taiwan            | Tấm lòng cha mẹ                      | Hoàng Lỗi Lỗi (Dương Tiểu Vy)  | Diễn chính |
| 2010 | SET Taiwan            | Gia đình sóng gió                    | Lý Chính Nam                   | Diễn chính |
| 2011 | SET Taiwan            | Tay trong tay                        | Tôn An Kỳ (Angel)              |            |
| 2011 | Đài thị               | Điền trang anh hùng                  | Tôn Hàm Du                     |            |
| 2013 | SET Taiwan            | Cô luyến hoa                         | Diệp Thu Liên Bạch Ngọc Lan    | Diễn chính |
| 2014 | Trung thị             | Nguyệt lượng thượng đích hạnh phúc   | Trịnh Tâm Di (Uông Ngân Hi)    | Diễn chính |
| 2014 | SET Taiwan            | Thế gian tình                        | Châu Nhược Dư                  |            |
| 2015 | SET Taiwan            | Hương vị cuộc sống                   | Dương Tử Hân                   |            |
| 2017 | SET Taiwan            | Người một nhà                        | Diệp Hiểu Xuân                 | Diễn chính |
| 2017 | Truyền hình Đại Ái    | Trúc nam vãng sự                     | Trần A Châu                    | Diễn chính |
| 2018 | SET Taiwan            | Con dâu thời nay                     | Trần Chỉ Lâm                   | Diễn chính |
| 2020 | CTi Variety           | Não ba tiểu thư                      | Mẹ của Tiểu Linh               | Khách mời  |
| 2020 | SET Taiwan            | Những đứa con trời ban               | Phương Văn Linh                | Diễn chính |
| 2020 | SET Taiwan            | Vị lai ma ma                         | Một phụ nữ                     | Khách mời  |
| 2022 | Kênh Vệ thị Trung văn | Tiên nữ thư thư lai ngã gia          | Vương Phí Thúy                 | Diễn chính |